# Трусовська сільська рада
Тру́совська сільська рада (рос. Трусовский сельский совет) — сільське поселення у складі Ку'їнського району Алтайського краю Росії.
Адміністративний центр — село Трусово.

## Населення
Населення — 610 осіб (2019; 780 в 2010, 960 у 2002).

## Склад
До складу сільської ради входять:
| Населений пункт    | Населення, осіб (2002) | Населення, осіб (2010) |
| ------------------ | ---------------------- | ---------------------- |
| Калмацький, селище | 107                    | 82                     |
| Підзаймище, селище | 69                     | 43                     |
| Трусово, село      | 784                    | 655                    |